# Gli occhi freddi della paura
Gli occhi freddi della paura è un film del 1971 diretto da Enzo G. Castellari.

## Trama
Il giovane Peter e la sua fidanzata Anna sono sequestrati in casa da dei delinquenti il cui scopo è uccidere il padre di Peter, magistrato che li aveva mandati in carcere.
Ogni tentativo di mettersi in contatto con l'esterno pare inutile quindi il giovane crea un corto circuito che lascia la villa nel buio più completo. Segue una lotta che vede la morte non solo di tutti i malviventi ma anche di Anna. Al giovane non resta che attendere sanguinante il ritorno del padre.

## Produzione
Il film è influenzato da pellicole americane come Gli occhi della notte, Festa per il compleanno del caro amico Harold e Ore disperate.
Le scene sono state girate in ordine sequenziale presso gli studi di Cinecittà a Roma e in alcune location a Londra.
L'attore Frank Wolff si è suicidato nella sua camera d'albergo a Roma pochi mesi dopo la fine delle riprese nel dicembre 1971.

## Distribuzione
Distribuito nei cinema italiani il 6 aprile 1971, Gli occhi freddi della paura ha incassato complessivamente 197.089.000 di lire dell'epoca.
In Spagna è uscito il 21 maggio 1972. Negli Stati Uniti è stato distribuito coi titoli Cold Eyes of Fear e Desperate Moments.